# Pineapple Support
Pineapple Support est une organisation à but non lucratif qui fournit des thérapies psychologiques gratuites et à bas coût aux travailleurs de l'industrie de la vidéo pornographique. 

## Création et buts
Le projet est lancé en avril 2018 par la performeuse pour adultes Leya Tanit, en réaction à une série de morts dans l'industrie du sexe entre la fin de 2017 et le début de 2018, dues à la souffrance psychologique ou aux addictions, comme le suicide de l'actrice August Ames. Les deux premières années, Pineapple Support a apporté à plus de mille membres de l'industrie du film pornographique du soutien en santé mentale et des ressources comme des thérapies gratuites et à prix réduits, des entretiens et du soutien psychologique.

## Activités
Pineapple Support invite des thérapeutes aux AVN Awards pour offrir des séances aux travailleurs. En octobre 2019, Pineapple Support a accueilli le premier sommet de santé mentale en ligne spécifiquement consacré à l'industrie du film pornographique, avec des séances de plus d'une douzaines de thérapeutes. L'organisation travaille avec plus de cent psychothérapeutes dans le monde et reçoit un financement important de la part d'acteurs de l'industrie tels que les sites internet Pornhub, xHamster, Kink.com et Chaturbate. Pineapple Support déclare avoir aidé plus de cinq mille acteurs pornographiques et travailleurs du sexe en ligne, au moyen de conseils pour une thérapie, écoute active et même de partenariat à des événements avec des patrons de l'industrie du sexe, tels que le webinaire de prévention du suicide tenu avec le groupe Free Speech Coalition, ou des cours de yoga organisés avec le site de webcam XLoveCam,.

## Origine du nom
Leya Tanit a choisi le nom "Pineapple" (ananas en anglais) parce que c'est un safeword fréquemment utilisé dans la communauté BDSM, ce qui correspondait à son souhait de faire de l'organisation « a safeword for performers ».